# Parità di potere d'acquisto
La parità di potere d'acquisto (PPA; in inglese: purchasing power parity - PPP) è un indice che consente di confrontare i livelli dei prezzi tra località diverse, appartenenti ad una stessa area valutaria o ad aree valutarie diverse. In quest'ultimo caso, l'indice introduce una relazione tra i prezzi e il tasso di cambio. L'indice va contestualizzato all'interno della teoria economica della scuola neoclassica che sostiene che il tasso di cambio tra due paesi dovrebbe essere uguale al rapporto tra i rispettivi poteri di acquisto. 
La teoria ha una versione assoluta e una versione relativa.

## Versione assoluta della PPA
Per la versione assoluta della PPA, i livelli generali dei prezzi di due paesi non possono differire quando vengono raffrontati dopo averli convertiti nella medesima valuta. Vale, cioè, la seguente relazione:
{\displaystyle \ EP_{1}=P_{2}}
Dove {\displaystyle \ P_{1}} è il livello generale dei prezzi per il paese 1, {\displaystyle \ P_{2}} è il livello generale dei prezzi per il paese 2 e {\displaystyle \ E} è il tasso di cambio tra la moneta del paese 2 e la moneta del paese 1.

## Versione relativa della PPA
La versione relativa della PPA guarda al momento in cui i prezzi variano e quindi va presa in esame la seguente formula:
{\displaystyle \ \Delta \%(EP_{1})=\Delta \%P_{2}}
La variazione percentuale del livello dei prezzi del paese 1 e quella del livello dei prezzi del paese 2, se raffrontate una volta che i prezzi siano espressi in termini di una stessa valuta, devono essere uguali.
La formula in questione può essere così trasformata:
{\displaystyle \ \Delta \%E+\Delta \%P_{1}=\Delta \%P_{2}}
È possibile scrivere l'equazione in termini di logaritmi. Infatti la variazione assoluta del logaritmo naturale di una variabile è una buona approssimazione della variazione percentuale della stessa variabile. {\displaystyle \ e},{\displaystyle \ p_{1}} e {\displaystyle \ p_{2}} sono i logaritmi naturali di {\displaystyle \ E}, {\displaystyle \ P_{1}} e {\displaystyle \ P_{2}}.
{\displaystyle \ \Delta e+\Delta p_{1}=\Delta p_{2}}
Poiché la variazione percentuale del livello generale dei prezzi non è altro che il livello di inflazione, è possibile trasformare nuovamente l'equazione.
{\displaystyle \ \Delta e=\Pi _{2}-\Pi _{1}}
Ciò significa che quando il tasso di inflazione del paese 2 ({\displaystyle \ \Pi _{2}}) aumenta (diminuisce) o il tasso di inflazione del paese 1 ({\displaystyle \ \Pi _{1}}) diminuisce (aumenta), il tasso di cambio {\displaystyle \ E} aumenta (diminuisce). Cioè, la moneta del paese 1 si apprezza (si deprezza) rispetto a quella del paese 2. Questo perché nel caso di aumento dei prezzi nel paese 2 gli operatori troveranno più convenienti i beni del paese 1 e l'aumentata domanda della valuta di quest'ultimo paese ne provocherà un aumento del cambio rispetto alla valuta del paese nel quale i prezzi sono aumentati.

## Monete apprezzate e deprezzate
È ora possibile introdurre una semplice applicazione di questa teoria. Prima, però, è necessario sottolineare che la teoria in questione è da interpretare come una teoria di lungo periodo.

### Il tasso di cambio reale
L'equazione della versione assoluta della teoria può essere scritta nel seguente modo:
{\displaystyle \ {\frac {EP_{1}}{P_{2}}}=1}
Va notato che {\displaystyle \ {\frac {EP_{1}}{P_{2}}}} non è altro che il tasso di cambio reale. Di conseguenza, per la versione assoluta della teoria, il tasso di cambio reale deve essere uguale a 1. La variazione percentuale del tasso di cambio reale, approssimato dai logaritmi, può essere scritta nel seguente modo:
{\displaystyle \ \Delta e+\Delta p_{1}-\Delta p_{2}}
Poiché vale {\displaystyle \ \Delta e+\Delta p_{1}=\Delta p_{2}}, ne deriva che l'equazione precedente deve essere uguale a 0. Di conseguenza, la variazione del tasso di cambio reale deve essere pari a 0.
{\displaystyle \ \Delta e+\Delta p_{1}-\Delta p_{2}=0}
Il tasso di cambio reale, quindi, deve essere costante. È chiaro che questa condizione non è soddisfatta nel breve periodo (poiché il tasso di cambio reale fluttua quotidianamente), ma secondo alcuni studi il tasso di cambio reale, nel lungo periodo, tende a tornare verso il livello di equilibrio.

### L'indice Big Mac
È possibile, a questo punto, stabilire se una moneta è apprezzata (o deprezzata) oppure no rispetto ad un'altra. Qualora la PPA non fosse verificata (l'equazione dà un determinato tasso di cambio, ma il tasso di cambio effettivamente verificato è diverso), si apre la strada per questa verifica. Ad esempio, se in base al confronto tra i prezzi di euro e dollaro risulta che il tasso di cambio dovrebbe essere di (ad es.) 1,250 (dollari per ottenere un euro), ma in realtà questo tasso di cambio è di 1,350, vuol dire che l'euro è sopravvalutato rispetto al dollaro.
Un indice molto utilizzato è quello Big Mac (basato sui prezzi del celebre panino e pubblicato dall'Economist), anche se in realtà questo indice si basa sulla legge del prezzo unico.

## Riscontri reali

### Vantaggi del PPA
Uno dei principali vantaggi è che i tassi di cambio dei PPA sono relativamente stabili nel tempo. Al contrario, i tassi di mercato sono più volatili e il loro utilizzo potrebbe produrre forti oscillazioni nelle misure aggregate di crescita, anche quando i tassi di crescita nei singoli paesi sono stabili. Un altro svantaggio dei tassi basati sul mercato è che essi sono rilevanti solo per i beni scambiati a livello internazionale. I beni e i servizi non scambiati tendono ad essere più economici nei paesi a basso reddito rispetto ai paesi ad alto reddito. Un taglio di capelli a New York è più costoso che a Lima; il prezzo di una corsa in taxi della stessa distanza è più alto a Parigi che a Tunisi; e un biglietto per una partita di cricket costa di più a Londra che a Lahore. Infatti, poiché i salari tendono ad essere più bassi nei paesi più poveri, e i servizi sono spesso ad alta intensità di manodopera, il prezzo di un taglio di capelli a Lima è probabilmente più conveniente che a New York, anche quando il costo della produzione di beni commerciabili, come i macchinari, è lo stesso in entrambi i paesi. Qualsiasi analisi che non tenga conto di queste differenze nei prezzi dei beni non scambiati tra i paesi sottovaluterà il potere d'acquisto dei consumatori dei mercati emergenti e dei paesi in via di sviluppo e, di conseguenza, il loro benessere generale. Per questo motivo, i PPA sono generalmente considerati una migliore misura del benessere generale.

### Svantaggi del PPA
Il principale svantaggio è che il PPA è più difficile da misurare rispetto ai tassi di mercato. Per facilitare il confronto dei prezzi tra i paesi, è stato istituito il Programma Internazionale di Confronti (ICP) dalle Nazioni Unite e dall'Università della Pennsylvania nel 1968. L'ICP è un'enorme impresa statistica, e nuovi confronti dei prezzi sono disponibili non molto frequentemente. Sono state sollevate questioni metodologiche anche per quanto riguarda le indagini precedenti. Tra una data d'indagine e l'altra, i tassi di PPA devono essere stimati, il che può introdurre imprecisioni nella misurazione. Inoltre, l'ICP non copre tutti i paesi, il che significa che i dati per i paesi mancanti devono essere stimati.